# 1月18日
1月18日（いちがつじゅうはちにち）は、グレゴリオ暦で年始から18日目に当たり、年末まであと347日（閏年では348日）ある。

## できごと

沖縄国際海洋博覧会が閉幕(1976)

- 1486年 - ランカスター家のイングランド王ヘンリー7世がヨーク家のエリザベスと結婚し、薔薇戦争で対立していたランカスター家とヨーク家を統一。
- 1586年（天正13年11月29日） - 天正地震。飛騨国の帰雲城が埋没するなど日本中部で被害甚大。
- 1615年（慶長19年12月19日） - 大坂冬の陣で和議が成立する。
- 1654年 - ウクライナでペラヤースラウ会議が行われ、結果ウクライナはロシアの保護下に入る。
- 1701年 - フリードリヒ1世が初代「プロイセンの王」に即位。
- 1778年 - ジェームズ・クックがヨーロッパ人で初めてハワイ諸島に到達[1]。
- 1871年 - ヴェルサイユ宮殿においてプロイセン王ヴィルヘルム1世がドイツ皇帝に即位、ドイツ帝国が成立する。
- 1911年 - 幸徳事件（大逆事件）で幸徳秋水ら24名に死刑、2名に有期刑の判決が下される。
- 1915年 - 日本が対華21ヶ条要求を発する。
- 1919年 - 第一次世界大戦後処理のパリ講和会議が始まる。
- 1924年 - 東京市で市営バス（現在の都営バス）が運行開始。
- 1925年 - 群馬県世良田村で村民が水平社同人を襲撃する世良田村事件が発生[2]。
- 1937年 - 独海軍練習艦エムデン号が訪日横浜港に入港。
- 1943年 - ワルシャワ・ゲットー蜂起: ワルシャワ・ゲットーでユダヤ人のドイツ軍に対する最初の武装反乱が発生。
- 1944年 - 第二次世界大戦・独ソ戦: レニングラードのドイツ軍の包囲をソ連軍が解除し、レニングラード包囲戦が終結。
- 1946年 - 名古屋の雑貨商・熊沢寛道が、南朝方の子孫だと名乗りを上げる（熊沢天皇）。
- 1947年 - 全官公庁労組拡大共闘委員会が2月1日午前零時から無期限スト（二・一ゼネスト）に突入すると宣言。
- 1952年 - 韓国の李承晩大統領が李承晩ラインを宣言。
- 1954年 - プロ野球・名古屋ドラゴンズの経営から名古屋鉄道が撤退。中部日本新聞社の単独経営となり3年ぶりに「中日ドラゴンズ」の名称に戻す。
- 1955年 - 宇部港沖合でアメリカ海軍艦ゼネラル・パトリック（13000トン）が気帆船三重丸（170トン）に追突。気帆船が沈没して5人死亡、重軽傷2人[3]。
- 1956年 - 銀座母娘殺し事件。
- 1969年 - 東大安田講堂事件: 東大・安田講堂を占拠した学生を排除するため警視庁機動隊が出動。翌日封鎖を解除。
- 1969年 - 東大紛争を支援するとして神田駿河台近辺の大学生らが明大通り一帯をバリケード封鎖。(参考：神田カルチェ・ラタン闘争)
- 1971年 - 運輸省が東北・上越・成田新幹線の基本計画を告示。
- 1976年 - 前年7月20日から沖縄で開かれていた沖縄国際海洋博覧会が閉幕。総入場者数は約350万人[4]。
- 1977年 - グランヴィル鉄道事故が発生、死者83名、重軽傷者210名以上の大惨事に。
- 1978年 - 公共広告機構（現：ACジャパン）が東京事務局（現：本部）を設置。
- 1984年 - 三井有明鉱火災事故: 福岡県の三井三池鉱業所の有明鉱坑内で火災が発生。旧式ベルトコンベヤーの整備不良から発火し、一酸化炭素中毒で83人死亡、負傷者十数人を出した[5]。
- 1990年 - 長崎市長銃撃事件[6]。
- 2002年 - シエラレオネ内戦が終結。
- 2006年 - 前日のライブドア・ショックにより株式市場全体に売り注文が殺到し、東京証券取引所の全銘柄が取引停止に。
- 2012年 - インターネット関連企業のStop Online Piracy Actへの抗議活動で、英語版ウィキペディア、ソーシャルニュースサイト「reddit」がサービス停止。米Google、米Mozillaも抗議活動に参加[7]。
- 2017年 - イタリア、ファリンドラにあるリゾートホテルに雪崩が直撃して29人が死亡[8]。
- 2018年 - 最高裁判所が地下鉄サリン事件の実行犯の送迎役・高橋克也の上告を棄却し、高橋の無期懲役が確定。オウム真理教事件の一連の刑事裁判が終結[9]。
- 2019年 - 革新的衛星技術実証1号機を搭載したイプシロンロケット4号機が、鹿児島の内之浦宇宙空間観測所から打ち上げられた[10]。

## 誕生日
- 1550年（天文19年1月1日）- 津軽為信、弘前藩主（+ 1608年）
- 1616年（元和元年11月29日）- 松平光長、高田藩主（+ 1707年）
- 1648年（正保4年12月24日）- 池田綱清、鳥取藩主（+ 1711年）
- 1689年 - シャルル・ド・モンテスキュー、哲学者（+ 1755年）
- 1782年 - ダニエル・ウェブスター、政治家、アメリカ合衆国国務長官（+ 1852年）
- 1809年（文化5年12月3日）- 松平頼学、西条藩主（+ 1865年）
- 1835年 - ツェーザリ・キュイ、作曲家、ロシア5人組の1人（+ 1918年）
- 1841年 - エマニュエル・シャブリエ、作曲家（+ 1894年）
- 1847年（弘化3年12月2日）- 松平定敬、桑名藩主、京都所司代（+ 1908年）
- 1849年 - エドモンド・バートン、政治家、初代オーストラリア首相（+ 1920年）
- 1854年（嘉永6年12月20日）- 片山東熊、建築家（+ 1917年）
- 1868年（慶応3年12月24日） - 鈴木貫太郎、政治家、第42代内閣総理大臣（+ 1948年）
- 1874年 - 森田正馬、医学者、森田療法を創始（+ 1938年）
- 1878年 - 鈴木虎雄、中国文学者（+ 1963年）
- 1879年 - アンリ・ジロー、軍人（+ 1949年）
- 1882年 - A・A・ミルン、児童文学作家（+ 1956年）
- 1884年 - アーサー・ランサム、児童文学作家、ジャーナリスト（+ 1967年）
- 1886年 - アントワーヌ・ペヴスナー、美術家、画家（+ 1962年）
- 1889年 - 石原莞爾、軍人（+ 1949年）
- 1890年 - 古川為三郎、実業家、ヘラルドグループ創業者（+ 1993年）
- 1892年 - オリヴァー・ハーディ、喜劇俳優（ローレル&ハーディ）（+ 1957年）
- 1894年 - 高群逸枝、詩人、民俗学者（+ 1964年）
- 1896年 - ビル・マゴワン、メジャーリーグ審判（+ 1954年）
- 1898年 - 福沢一郎、画家（+ 1992年）
- 1901年 - 村山知義、小説家、画家、デザイナー、演出家、日本演出者協会初代理事長（+ 1977年）
- 1911年 - 坂田昌一、物理学者（+ 1970年）
- 1913年 - ダニー・ケイ、俳優、歌手、コメディアン（+ 1987年）
- 1917年 - 天草四郎、俳優（+ 1986年）
- 1917年 - ヴァシーリー・ミシン、宇宙工学者（+ 2001年）
- 1920年 - 安井亀和、元プロ野球選手（+ 1998年）
- 1921年 - 南部陽一郎、物理学者（+ 2015年）
- 1921年 - 山口恵一郎、地理学者（+1991年）
- 1925年 - 飯室芳男、三段跳び選手
- 1925年 - 笹森秀雄、社会学者、元学校法人吉田学園学園長（+ 2014年）
- 1925年 - ジル・ドゥルーズ、哲学者（+ 1995年）
- 1926年 - ロイ・キヨオカ、写真家、詩人、芸術家（+ 1994年）
- 1927年 - 川北逸三、プロ野球選手（+ 没年不詳）
- 1928年 - 角田達郎、官僚、実業家、元海上保安庁長官、西日本旅客鉄道初代社長（+ 2006年）
- 1930年 - 倉田準二、映画監督（+ 2002年）
- 1931年 - 全斗煥、政治家、第11・12代大韓民国大統領（+ 2021年）
- 1932年 - 広瀬豊、実業家、雑誌編集者（+2006年）
- 1934年 - レイモンド・ブリッグズ、作家、漫画家、イラストレーター（+ 2022年）
- 1935年 - 鈴木喬、実業家、エステー会長
- 1935年 - 須藤美也子、政治家（+ 2018年）
- 1936年 - 大橋光夫、実業家、元昭和電工社長
- 1937年 - ジョン・ヒューム、政治家（+ 2020年）
- 1937年 - 上田利治、元プロ野球選手、監督（+ 2017年）
- 1937年 - 遠藤幸雄、体操競技選手（+ 2009年）
- 1937年 - 鈴木和夫、俳優（+ 没年不詳）
- 1938年 - 長田豊臣、アメリカ史学者
- 1938年 - 茂木賢三郎 (第十三代茂木七左衞門)、実業家、日本芸術文化振興会理事長
- 1938年 - アンソニー・ギデンズ、社会学者
- 1938年 - カート・フラッド、元プロ野球選手（+ 1997年）
- 1940年 - 高橋乗宣、経済学者、元相愛大学学長
- 1940年 - 手塚幸紀、指揮者（+ 2020年）
- 1940年 - ペドロ・ロドリゲス、F1ドライバー（+ 1971年）
- 1941年 - 毛利信男、物理学者
- 1941年 - 河原崎次郎、俳優（+ 2020年）
- 1943年 - 鈴木まな美、女優（+ 2019年）
- 1944年 - 小椋佳、歌手
- 1944年 - 鈴木弘久、実業家、野村不動産社長、野村不動産ホールディングス社長
- 1944年 - 池辺巌、元プロ野球選手
- 1944年 - 高畠導宏、元プロ野球選手（+ 2004年）
- 1945年 - おすぎ、タレント、映画評論家
- 1945年 - ピーコ、タレント、服飾評論家（+ 2024年）
- 1946年 - トム・ロブソン、元プロ野球選手
- 1947年 - ビートたけし（北野武）、漫才師、映画監督、俳優
- 1947年 - 衣笠祥雄、元プロ野球選手（+ 2018年）
- 1947年 - 鈴木誠一、声優（+ 1997年）
- 1948年 - 笑福亭鶴光、落語家、ラジオパーソナリティ
- 1948年 - 森山良子、歌手
- 1949年 - 伊原春樹、元プロ野球選手、監督
- 1949年 - フィリップ・スタルク、建築家、デザイナー
- 1949年 - ミック・テイラー、ギタリスト
- 1949年 - 藤原真理、チェリスト
- 1950年 - ジル・ヴィルヌーヴ、F1ドライバー（+ 1982年）
- 1951年 - 越智通勝、実業家
- 1952年 - 三宅卓、実業家
- 1953年 - 石川サブロウ、漫画家
- 1953年 - 長谷川幸洋、ジャーナリスト
- 1953年 - 小寺昌治、元プロ野球選手、プロ野球審判員
- 1953年 - 千本松喜兵衛、俳優（+ 2021年）
- 1954年 - テッド・デビアス、プロレスラー
- 1955年 - ケビン・コスナー、俳優
- 1956年 - 水島裕、声優
- 1957年 - 秋野暢子、女優
- 1957年 - 野部利雄、漫画家
- 1959年 - 亀山慶二、ジャーナリスト、実業家、元テレビ朝日社長
- 1959年 - 淺間一、ロボット研究者
- 1959年 - ダグマル・ルルツ、フィギュアスケート選手
- 1960年 - 桑江知子、歌手
- 1960年 - 佐藤優、作家、元外交官
- 1960年 - マーク・ライランス、俳優、舞台演出家、劇作家
- 1961年 - アレクサンドル・モロズ、チェス選手（+ 2009年）
- 1961年 - 小田真也、元プロ野球選手
- 1961年 - 栗岡英智、元プロ野球選手
- 1961年 - 円谷一夫、円谷プロダクション元名誉会長
- 1961年 - ブリジット・オコナー、劇作家、脚本家（+ 2010年）
- 1962年 - 石上俊雄、政治家
- 1962年 - 木藤聡子、声優（+ 2020年）
- 1963年 - 片桐はいり、女優
- 1963年 - 松田優、俳優
- 1963年 - 土田英介、作曲家、ピアニスト
- 1963年 - 篠崎史紀、ヴァイオリニスト
- 1964年 - 桂三発、落語家、タレント
- 1966年 - 宮沢和史、ミュージシャン（元THE BOOM）
- 1966年 - アレクサンドル・カリフマン、チェス選手
- 1967年 - 山花郁夫、政治家
- 1967年 - ウクレレえいじ、ウクレレ奏者、お笑いタレント
- 1967年 - 丸山真歩、元女優
- 1969年 - 中村直人、実業家、元ラグビー選手
- 1969年 - ジム・オルーク、ミュージシャン
- 1969年 - バティスタ、プロレスラー
- 1970年 - 山崎まさや、お笑い芸人（元ジョーダンズ）
- 1970年 - 中垣征一郎、トレーナー
- 1971年 - 大塚和成、弁護士
- 1971年 - 片岡大志、音楽家、音楽教育者、シンガーソングライター
- 1971年 - ジョゼップ・グアルディオラ、元サッカー選手、指導者
- 1971年 - クリスチャン・フィッティパルディ、レーシングドライバー
- 1972年 - 屋敷伸之、将棋棋士
- 1972年 - 鈴木誠、元プロボクサー、第14代・第16代日本ミニマム級王者
- 1972年 - マイク・リーバーサル、元プロ野球選手
- 1973年 - 中山忍、女優
- 1973年 - 永田能隆、元プロ野球選手
- 1973年 - 福原喜和、元サッカー選手
- 1974年 - 荒川良々、俳優
- 1974年 - 田村たがめ、女優
- 1975年 - 後藤由紀恵、歌人
- 1975年 - 石黒新平、アナウンサー
- 1975年 - たまこ、元お笑い芸人（元三等分）
- 1977年 - IMAJO、ミュージシャン
- 1977年 - 山本みゆき、演歌歌手
- 1977年 - 鈴木真一、編集技師
- 1977年 - 相川良太、元プロ野球選手
- 1978年 - アレクセイ・イグナショフ、プロフェッショナルファイター
- 1978年 - ブライアン・ファルケンボーグ、元プロ野球選手
- 1979年 - 小島幸子、声優
- 1979年 - 新井浩文、元俳優
- 1979年 - 周杰倫、作曲家、歌手、俳優
- 1979年 - 小川将俊、元プロ野球選手
- 1979年 - 宮内悠介、小説家、SF作家
- 1979年 - ワンディ・ロドリゲス、プロ野球選手
- 1979年 - パウロ・フェレイラ、サッカー選手
- 1979年 - アナスタシア・グレベンキナ、フィギュアスケート選手
- 1980年 - TAKA、ミュージシャン
- 1980年 - 林家ぼたん、落語家
- 1980年 - 宇佐美多恵、漫画家
- 1980年 - 最上嗣生、声優
- 1980年 - リエ、お笑いタレント
- 1980年 - 藤田和男、元野球選手
- 1980年 - ロバート・グリーン、サッカー選手
- 1980年 - 岡本博憲、アナウンサー
- 1981年 - 佐々木さやか、政治家
- 1981年 - 守本奈実、アナウンサー
- 1981年 - 鈴木貴士、元ラグビー選手、指導者
- 1981年 - つちやみえこ、元声優
- 1981年 - 實松一成、元プロ野球選手
- 1981年 - 徐銘、フィギュアスケート選手
- 1981年 - 宋倫、フィギュアスケート選手
- 1981年 - ブランドン・フェイヒー、プロ野球選手
- 1982年 - 和倉聡美、フリーアナウンサー
- 1982年 - 高橋正直、馬術競技選手
- 1982年 - バレー、元サッカー選手
- 1982年 - 寶智山幸観、元大相撲力士、年寄20代立田川
- 1982年 - 塚本浩二、元プロ野球選手
- 1983年 - 井上聡、元プロバスケットボール選手
- 1983年 - 上野まな、シンガーソングライター
- 1984年 - 宮山知衣、声優、女優
- 1984年 - 橋爪皓佐、作曲家、クラシックギター奏者
- 1984年 - 長谷部誠、サッカー選手
- 1984年 - 清川真衣、元アナウンサー
- 1984年 - ジャスティン・トーマス、プロ野球選手
- 1985年 - リッカルド・モントリーヴォ、元サッカー選手
- 1985年 - 和田理沙、元女優
- 1985年 - 伊藤華英、元水泳選手
- 1986年 - 山崎育三郎、俳優
- 1986年 - 白井悠介、声優
- 1987年 - 広瀬章人、 将棋棋士
- 1988年 - 佐土原かおり、声優
- 1988年 - 神田直輝、元プロ野球選手
- 1988年 - 王一梅、バレーボール選手
- 1988年 - ミゲル・メヒア、プロ野球選手
- 1989年 - 鈴木康洋、俳優、タレント
- 1989年 - 南昌輝、元プロ野球選手
- 1989年 - マイケル・ピネダ、プロ野球選手
- 1990年 - 中山由香、ファッションモデル、女優
- 1990年 - 牧野結美、元アナウンサー
- 1990年 - ハイレ・イブラヒモフ、陸上競技選手
- 1990年 - ナチョ・フェルナンデス・イグレシアス、サッカー選手
- 1990年 - ギフト・ンゴエペ、元プロ野球選手
- 1990年 - ブレット・ロウリー、元プロ野球選手
- 1991年 - 鮎川太陽、俳優
- 1991年 - 七菜香、ファッションモデル
- 1991年 - 彦坂匡克、ラグビー選手
- 1992年 - 加東希望、モデル、女優
- 1992年 - 石津悠、女優、ダンサー
- 1992年 - 睦月周平、作曲家、編曲家
- 1992年 - 國生千代、アナウンサー
- 1992年 - 佐藤優香、元トライアスロン選手
- 1992年 - サビエル・バティスタ、プロ野球選手
- 1993年 - 藤原季節、俳優
- 1993年 - 惣田紗莉渚、歌手（元SKE48）
- 1993年 - 大塚翼、プロ雀士
- 1993年 - 森部万友佳、元女優
- 1993年 - 佐野泰雄、元プロ野球選手
- 1993年 - 内海祐輔、元ハンドボール選手
- 1994年 - 知英、女優、歌手（KARA）
- 1994年 - 真理奈、タレント、モデル、アイドル（元シンデレラマジックEAST）
- 1994年 - 高橋周平、プロ野球選手
- 1994年 - 矢島慎也、サッカー選手
- 1994年 - 鈴木竜士、競輪選手
- 1994年 - 中村沙織、元プロ野球選手
- 1995年 - 足利至、俳優
- 1995年 - 藤崎眞樹、ラグビー選手
- 1996年 - 阪元裕吾、映画監督
- 1996年 - 西永彩奈、グラビアアイドル
- 1996年 - ジョハン・ドミンゲス、プロ野球選手
- 1999年 - 小林私、シンガーソングライター
- 2000年 - 安倍乙、女優、グラビアアイドル
- 2000年 - 久保田紗友、女優
- 2000年 - 小橋川飛鳥、俳優、スーツアクター
- 2000年 - 植原ゆきな、グラビアアイドル、プロレスラー、元レースクイーン
- 2001年 - 森海哉、俳優、モデル
- 2001年 - 富田鈴花、アイドル（日向坂46）
- 2001年 - 兵頭葵、アイドル（STU48）
- 2001年 - 露木志奈[11]、環境活動家
- 2001年 - Novel Core、ラッパー
- 2001年 - 吉田賢吾、プロ野球選手
- 2001年 - 井上怜、サッカー選手
- 2002年 - KANON、歌手（新しい学校のリーダーズ）
- 2002年 - 小牟礼愛子、アイドル（ギガLOVEアップビート）
- 2002年 - 若月大和、サッカー選手
- 2004年 - 筒井結愛、ファッションモデル
- 2005年 - 戸井零士、プロ野球選手
- 2006年 - 芹澤もあ、アイドル（ukka）
- 2006年 - 高見澤郁魅、プロ野球選手
- 2007年 - 周藤集、フィギュアスケート選手
- 生年不詳 - 吉田千恵、俳優
- 生年不詳 - 神本綾華[12]、声優
- 生年不詳 - 髙橋孝治[13]、声優
- 生年不詳 - 平尾明香[14]、声優
- 生年不詳 - Lefty Hand Cream、ミュージシャン
- 生年不詳 - 坂田茉世、福井放送アナウンサー

## 忌日
- 紀元前52年 - プブリウス・クロディウス・プルケル、古代ローマの政治家（* 紀元前92年）
- 350年 - コンスタンス1世、ローマ皇帝（* 323年頃）
- 474年 - レオ1世、東ローマ帝国皇帝（* 400年）
- 819年（弘仁9年12月19日）- 藤原園人、平安時代の右大臣（* 756年）
- 1239年（暦仁元年12月12日）- 源智、浄土宗の僧（* 1183年）
- 1367年 - ペドロ1世、ポルトガル王（* 1320年）
- 1470年（文明2年12月27日）- 後花園天皇、第102代天皇（* 1419年）
- 1547年 - ピエトロ・ベンボ、詩人、人文学者、ローマ・カトリック教会枢機卿（* 1470年）
- 1525年 - イサベル・デ・アウストリア、デンマーク王クリスチャン2世の王妃（* 1501年）
- 1646年（正保2年12月2日） - 細川忠興、小倉藩の初代藩主（* 1563年）
- 1650年 - マッテオ・ロッセッリ、画家（* 1578年）
- 1664年（寛文3年12月20日）- 野中兼山、土佐藩の家老（* 1615年）
- 1730年 - アントニオ・ヴァリスネリ、医師、博物学者（* 1661年）
- 1747年 - アントニオ・リテレス、作曲家（* 1673年）
- 1747年（延享3年12月8日）- 前田宗辰、第7代加賀藩主（* 1725年）
- 1769年（明和5年12月11日）- 白隠慧鶴、臨済宗の僧（* 1686年）
- 1782年 - ジョン・プリングル、医師（* 1707年）
- 1854年（嘉永6年12月20日）- 前田利友、第11代富山藩主（* 1834年）
- 1859年 - アルフレッド・ヴェイル、技術者（* 1807年）
- 1862年 - ジョン・タイラー、政治家、第10代アメリカ合衆国大統領（* 1790年）
- 1867年 - 音吉、漂流民（* 1819年）
- 1873年 - 初代リットン男爵エドワード・ブルワー＝リットン、小説家、劇作家（* 1803年）
- 1878年 - アントワーヌ・セザール・ベクレル、電気化学者（* 1788年）
- 1890年 - アマデオ1世、スペイン王（* 1845年）
- 1908年 - ヘルマン・スネレン、眼科医、スネレン視標考案者
- 1911年 - 奥宮健之、社会運動家（* 1857年）
- 1919年 - ジョン、イギリスの王族（* 1905年）
- 1922年 - 吉良平治郎、郵便逓送員（* 1886年）
- 1924年 - 神保小虎、地質鉱物学者（* 1924年）
- 1934年 - オタカール・シェフチーク、ヴァイオリニスト（* 1852年）
- 1936年 - ラドヤード・キップリング、小説家、児童文学者、詩人（* 1865年）
- 1940年 - 本因坊秀哉、囲碁棋士（* 1874年）
- 1943年 - 大原孫三郎、実業家、大原美術館創始者（* 1880年）
- 1944年 - 橋本増治郎、自動車技術者、快進社創立者（* 1875年）
- 1957年 - 牧野富太郎、植物学者（* 1862年）
- 1967年 - ヤン・スメテルリン、ピアニスト（* 1892年）
- 1971年 - エリック・アルムレーブ、三段跳び選手（* 1891年）
- 1971年 - ヴァージル・フィンレイ、イラストレーター（* 1914年）
- 1974年 - ビル・フィンガー（英語版）、漫画原作者、バットマン共同制作者（* 1914年）
- 1975年 - 林家染語楼 (3代目)、落語家（* 1918年）
- 1976年 - 音丸、歌手（* 1906年）
- 1978年 - カール・ベッツ、俳優（* 1921年）
- 1980年 - 岩田祐吉、俳優（* 1887年）
- 1980年 - セシル・ビートン、写真家（* 1904年）
- 1981年 - 福原麟太郎、英文学者、随筆家、翻訳家（* 1894年）
- 1981年 - 和久井節緒、俳優、声優（* 1932年）
- 1982年 - 三益愛子、女優（* 1910年）
- 1984年 - レオ・カイリー、プロ野球選手（* 1929年）
- 1985年 - 鈴木澄子、女優（* 1904年）
- 1986年 - 石母田正、歴史学者（* 1912年）
- 1989年 - ブルース・チャトウィン、小説家（* 1940年）
- 1990年 - 尾形典男、政治学者（* 1915年）
- 1990年 - ピエール・バルビゼ、ピアニスト（* 1922年）
- 1992年 - 田中重雄、映画監督、演出家（* 1907年）
- 1994年 - ロルフ・シンガー、菌類学者（* 1904年）
- 1995年 - アドルフ・ブーテナント、生化学者（* 1903年）
- 1996年 - レオノール・フィニ、画家（* 1907年）
- 1996年 - 上松陽助、政治家、元岐阜県知事、元岐阜市長（* 1914年）
- 1997年 - 晝間仲右衛門、政治家、元埼玉県鳩ヶ谷市（現川口市）長（* 1915年）
- 1999年 - 土居まさる、アナウンサー（* 1940年）
- 2000年 - 生方たつゑ、歌人（* 1905年）
- 2001年 - 山本壮一郎、政治家（* 1919年）
- 2003年 - ザ・シーク、プロレスラー（* 1924年）
- 2003年 - ギャビン・ライアル、小説家（* 1932年）
- 2004年 - 西山正行、実業家、西山興業グループ創業者、西山牧場創業者（* 1921年）
- 2005年 - 高峯一愚、哲学者 、西洋哲学研究者、翻訳家、東京都立大学名誉教授（* 1906年）
- 2005年 - ザカリア・フロゼ、指揮者（* 1925年）
- 2006年 - 田口健二、政治家（* 1930年）
- 2006年 - クリフォード・ネルソン・パイル、言語学者、作家（* 1933年）
- 2007年 - 久保田博、鉄道技術者、鉄道研究家（* 1924年）
- 2008年 - ロイス・ネットルトン、女優（* 1927年）
- 2008年 - 南里征典、小説家（* 1939年）
- 2009年 - 石津栄一、政治家、元愛媛県川之江市長（* 1924年）
- 2009年 - ヤン・ホラーク、ピアニスト（* 1943年）
- 2010年 - 木原実、歌人、詩人、政治家（* 1916年）
- 2010年 - ハーバート・グロッシュ（英語版）、コンピューター工学者、グロッシュの法則提唱者（* 1918年）
- 2010年 - ロバート・B・パーカー、小説家（* 1932年）
- 2010年 - ミッキー安川、タレント、ラジオパーソナリティ、随筆家（* 1933年）
- 2010年 - ギュンター・ミルケ、長距離走選手（* 1942年）
- 2010年 - ケイト・マクギャリグル、フォークミュージックシンガーソングライター（* 1946年）
- 2011年 - 鈴木和夫、実業家、元凸版印刷社長（* 1920年）
- 2011年 - 斎藤勝博、元プロ野球選手（* 1944年）
- 2012年 - 山木道広[15]、実業家、シグマ創業者（* 1933年）
- 2013年 - 帯盛迪彦、映画監督（* 1932年）
- 2013年 - 川口節子、女優（* 1941年）
- 2013年 - 池森昭、警察官、交通鑑識官（* 1953年）
- 2014年 - 岩見隆夫、ジャーナリスト、政治評論家、毎日新聞特別顧問（* 1935年）
- 2014年 - 小出五郎、科学ジャーナリスト、元NHK解説委員（* 1941年）
- 2014年 - ファーギー・フレデリクセン、ミュージシャン（* 1951年）
- 2015年 - 御庄博実、詩人、医師（* 1925年）
- 2015年 - 吉村華泉、華道龍生派三代目家元（* 1928年）
- 2015年 - 岩下守道、元プロ野球選手（* 1931年）
- 2015年 - 江川三郎、オーディオ評論家（* 1932年）
- 2015年 - 大豊泰昭、元プロ野球選手（* 1963年）
- 2016年 - ミシェル・トゥルニエ、小説家（* 1924年）
- 2016年 - 4代目中村梅之助、俳優、歌舞伎役者（* 1930年）
- 2016年 - 山根秀夫、ジャーナリスト、元神戸新聞社社長、元デイリースポーツ社長（* 1940年）
- 2016年 - グレン・フライ、ミュージシャン（* 1948年）
- 2017年 - 関根日出男、翻訳家、チェコ音楽研究家（* 1929年）
- 2017年 - ロバータ・ピータース、ソプラノ歌手（* 1930年）
- 2017年 - 井尻雄士、会計学者、公認会計士（* 1935年）
- 2017年 - パオロ・スタンツァーニ、自動車技術者（* 1936年）
- 2017年 - 鄭美景、小説家（* 1960年）
- 2018年 - ルーカス・マンゴーペ、政治家、旧ボプタツワナ共和国大統領（* 1923年）
- 2018年 - 田中靖郎、宇宙物理学者、東京大学名誉教授、宇宙科学研究所名誉教授（* 1931年）
- 2018年 - 古今亭志ん駒、落語家、俳優（* 1937年）
- 2018年 - ピーター・メイル、作家（* 1939年）
- 2019年 - ガリー・ガッティング、哲学者（* 1942年）
- 2019年 - ジョン・コフリン、フィギュアスケート選手（* 1985年）
- 2020年 - 宍戸錠、俳優（* 1933年）
- 2020年 - 杵渕衛、政治家、元新潟県栃尾市（現長岡市）長（* 1933年）
- 2020年 - 石田隆一[16]、実業家、元イシダ社長（* 1937年）
- 2020年 - デイヴィッド・オルニー（英語版）、ミュージシャン（* 1948年）
- 2021年 - チャック・ミルズ[17]、アメリカンフットボール指導者（* 1928年）
- 2021年 - ジュゼプ・メストレス・クアドレニ、作曲家（* 1929年）
- 2021年 - デュンダル・アリ・オスマン、トルコの帝位請求者、オスマン家第45代家長（* 1930年）
- 2021年 - 大城美佐子、民謡歌手（* 1936年）
- 2021年 - ドン・サットン、元プロ野球選手（* 1945年）
- 2021年 - ジャン＝ピエール・バクリ、俳優、脚本家（* 1951年）
- 2022年 - サトゥルニノ・デ・ラ・フエンテ・ガルシア、スーパーセンテナリアン（* 1909年）
- 2022年 - デイヴィッド・コックス、統計学者（* 1924年）
- 2022年 - 小田久郎、詩人、実業家、思潮社創業者（* 1931年）
- 2022年 - フランシスコ・ヘント、サッカー選手、指導者、レアル・マドリード名誉会長（* 1933年）
- 2022年 - 秋山孝、グラフィックデザイナー、元秋山孝ポスター美術館長岡館長（* 1952年）
- 2022年 - ルシア・ハリス、バスケットボール選手（* 1955年）
- 2023年 - デヴィッド・クロスビー、ミュージシャン、シンガーソングライター（* 1941年）
- 2023年 - デニス・モナスティルスキー、政治家、弁護士、元ウクライナ内務相（* 1980年）
- 2023年 - イェヴヘーン・イェニン - 外交官、弁護士、元ウクライナ内務次官（* 1980年）
- 2024年 - 岩橋辰也、政治家、元宮崎県（旧）都城市長（* 1926年）
- 2024年 - 稲垣次郎、サクソフォーン奏者（* 1933年）
- 2024年 - 廣田昌義、フランス文学者、京都大学名誉教授（* 1938年）
- 2024年 - ハインツ・テーザー、建築家、美術家（* 1939年）
- 2024年 - 山﨑理恵子、洋画家、原爆ドーム合作絵画の会創設者
- 2025年 - アイ・ジョージ、歌手（* 1933年）
- 2025年 - 古屋勝彦、経営者、元松屋社長（* 1937年）
- 2025年 - 藤井一興、ピアニスト（* 1955年）
- 2025年 - 竹内英明、政治家（* 1974年）

## 記念日・年中行事
- タイ王国軍の日（ タイ）
- 118番の日（ 日本）
緊急通報用電話番号118番の知名度向上のため、2011年1月18日より海上保安庁が制定。
- 都バスの日（ 日本）
1924年1月18日に東京市営乗合バスが営業を開始したことに由来し、東京都交通局が制定。
- 振袖火事の日（明暦の大火）（ 日本）
1657年（明暦3年）、1月18日から19日にかけて起こった大火事。因縁の振袖を焼いた火が風に煽られて町中に広がりという伝承を持ち、死者は3万人から10万人といわれている。江戸城天守閣が焼け落ちた他、多数の大名屋敷、市街地の大半が焼失するなど、江戸の三大火最大の火災だった。本郷丸山の本妙寺（現在は豊島区に移転）から出火したのが最初で、東京吉祥寺の地名の由来となった吉祥寺も、本郷から武蔵野に移転するなど、この大火をきっかけに江戸市中の多くの寺社が移転を余儀なくされた。
- 館林初市（だるま市）（ 日本）
群馬県館林市の本町通り・仲町で、「初市（だるま市）」が開催される[18]。当日は、だるま供養も同時に開催され、会場にはたくさんのだるまが並ぶ。
- 鯛供養弁天祭（ 日本）
日蓮聖人誕生の地として知られる千葉県鴨川市小湊で『鯛供養弁天祭』が行なれる。日蓮聖人の両親のお墓がある妙蓮寺より住職が恵比寿様を持ち、僧侶らと共に100人を超える信徒が題目を唱えながら練り歩き、遊覧船に乗船。海上にて住職らの読経に合わせて、海上安全、大漁、家内安全を祈願する[19]。また、鯛の浦の鯛の供養も行う。なお、古来より鯛の浦では鯛は日蓮聖人の化身と言い伝えられており、地元の人で小湊地域海域でとれた真鯛を食べる人はいない。
- 初観音（ 日本）
観音様は、観音菩薩、観世音菩薩、観自在菩薩、救世菩薩など様々な呼び名を持つ。法華経「観世音菩薩普門品第二十五」に、「あまねく衆生を救うために相手に応じて33の姿に変える」と記されている観音様の縁日は毎月18日。そして、その年の最初の縁日を特に「初観音」という。京都の清水寺のほか、鎌倉の長谷観音、東京浅草寺の「初観音」が有名。中でも、浅草寺の初観音には「亡者送り」という独特の悪魔封じの行事が行われ、多くの信者を集める[20]。